# Marathon City
Marathon City es una villa ubicada en el condado de Marathon en el estado estadounidense de Wisconsin. En el Censo de 2010 tenía una población de 1.524 habitantes y una densidad poblacional de 243,75 personas por km².

## Geografía
Marathon City se encuentra ubicada en las coordenadas 44°55′58″N 89°51′4″O / 44.93278, -89.85111. Según la Oficina del Censo de los Estados Unidos, Marathon City tiene una superficie total de 6.25 km², de la cual 6.23 km² corresponden a tierra firme y (0.33%) 0.02 km² es agua.

## Demografía
Según el censo de 2010, había 1.524 personas residiendo en Marathon City. La densidad de población era de 243,75 hab./km². De los 1.524 habitantes, Marathon City estaba compuesto por el 96.92% blancos, el 0.07% eran afroamericanos, el 0.13% eran amerindios, el 1.31% eran asiáticos, el 0% eran isleños del Pacífico, el 1.18% eran de otras razas y el 0.39% pertenecían a dos o más razas. Del total de la población el 1.77% eran hispanos o latinos de cualquier raza.